# Thomas Heuschkel
Thomas Heuschkel (Halle, 5 de octubre de 1939 - 19 de septiembre de 2009) fue un piloto de motociclismo alemán, que participó en el Campeonato del Mundo de Motociclismo desde 1966 hasta 1972. Bajo la bandera de la República Democrática Alemana corrió exclusivamente en 125 cc donde consiguió buenas clasificaciones e, incluso se subió al podio en el Gran Premio de Finlandia.

## Resultados en el Campeonato del Mundo
Sistema de puntuación desde 1950 hasta 1968:
| Posición | 1.º | 2.º | 3.º | 4.º | 5.º | 6.º |
| Puntos   | 8   | 6   | 4   | 3   | 2   | 1   |

Sistema de puntuación desde 1969 hasta 1987:
| Posición | 1.º | 2.º | 3.º | 4.º | 5.º | 6.º | 7.º | 8.º | 9.º | 10.º |
| Puntos   | 15  | 12  | 10  | 8   | 6   | 5   | 4   | 3   | 2   | 1    |

### Carreras por año
(Carreras en negrita indica pole position; Carreras en cursiva indica vuelta rápida)
| Año  | Clase | Moto | 1     | 2     | 3      | 4     | 5     | 6      | 7      | 8     | 9       | 10    | 11    | 12      | 13    | Pts. | Pos. |
| ---- | ----- | ---- | ----- | ----- | ------ | ----- | ----- | ------ | ------ | ----- | ------- | ----- | ----- | ------- | ----- | ---- | ---- |
| 1966 | 125cc | MZ   | ESP - | GER - |        | NED - |       | RDA 15 | CZE -  | FIN - | ULS -   | IOM - | NAT - | JPN -   |       | 0    | -    |
| 1967 | 125cc | MZ   | ESP - | GER - | FRA -  | IOM - | NED - |        | RDA 5  | CZE 4 | FIN -   | ULS - | NAT - | CAN -   | JPN - | 5    | 10.º |
| 1968 | 125cc | MZ   | GER - | ESP - | IOM -  | NED - |       | RDA 6  | CZE -  | FIN 6 | ULS -   | NAT - |       |         |       | 2    | 22.º |
| 1969 | 125cc | MZ   | ESP - | GER - | FRA -  | IOM - | NED - | BEL -  | RDA 6  | CZE 6 | FIN 5   | ULS - | NAT - | YUG -   |       | 16   | 13.º |
| 1970 | 125cc | MZ   | GER - | FRA - | YUG 26 | IOM - | NED - | BEL -  | RFA 12 | CZE - | FIN 2   | ULS - | NAT - | ESP -   |       | 12   | 13.º |
| 1971 | 125cc | MZ   | AUT 7 | GER 6 | IOM -  | NED - | BEL 8 | RDA 8  | CZE -  | SWE 8 | FIN Ret |       | NAT 9 | ESP -   |       | 20   | 12.º |
| 1972 | 125cc | MZ   | GER - | FRA - | AUT 9  | NAT - | IOM - | YUG -  | NED -  | BEL - | RDA -   | CZE - | SWE - | FIN Ret | ESP - | 0    | -    |